# Ivan Cerovski
Ivan Cerovski (Ladislav kod Garešnice, 12. studenog 1877. - ???), hrvatski pjesnik i pripovjedač
Učiteljsku je školu polazio u Zagrebu, ali je iz nje isključen zbog sudjelovanja u demonstracijama protiv Khuena-Hedervaryja, pa je školovanje završio u Osijeku. Pjesme, crtice i pripovijetke objavljuje u časopisima i prevodi s poljskog. 